# Charles de Bourbon, comte de Soissons

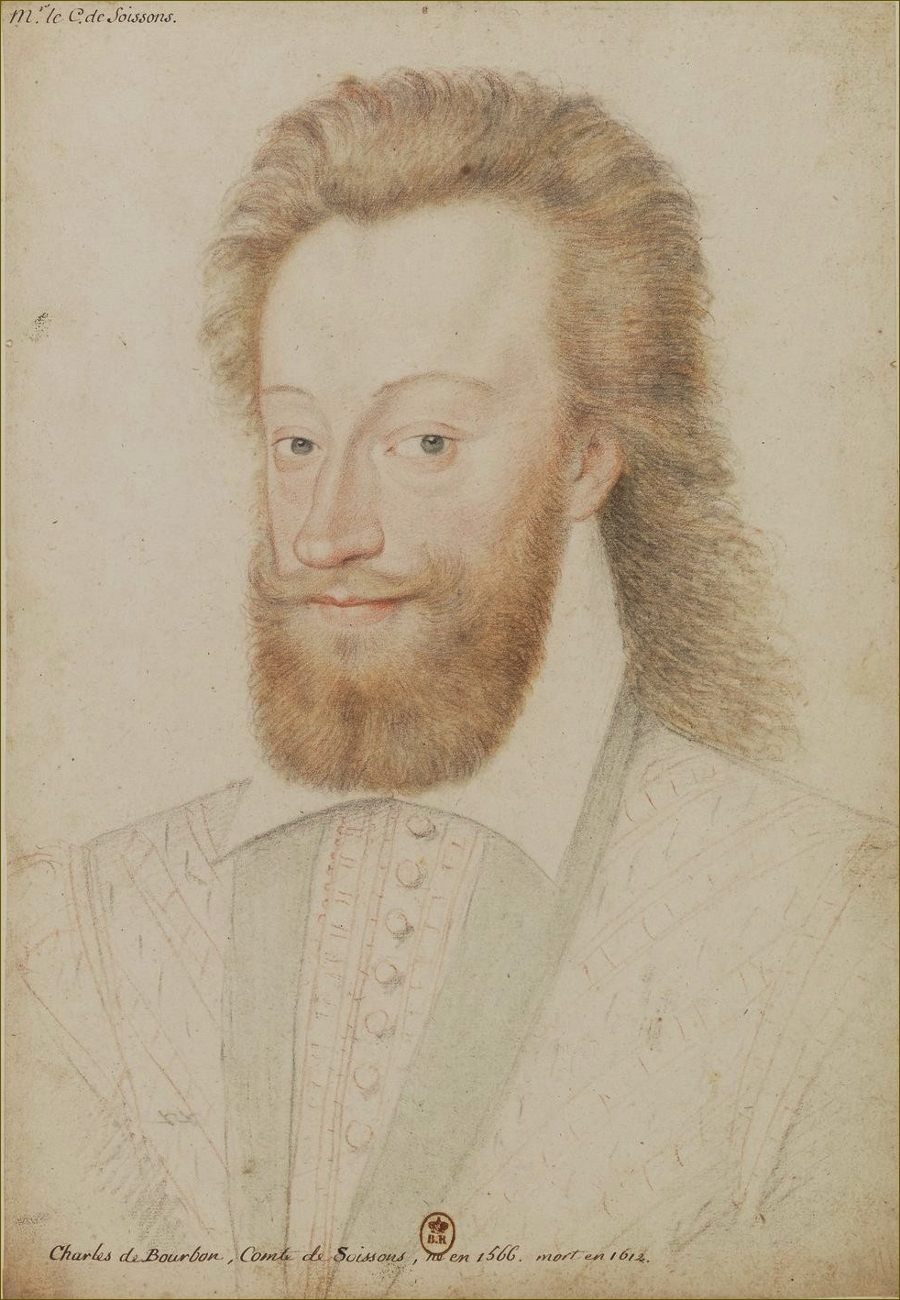
Porträt des Charles de Bourbon-Soissons.

Charles de Bourbon-Soissons (* 3. November 1566 in Nogent-le-Rotrou; † 1. November 1612 auf Burg Blandy-les-Tours) war Herr von Condé, Graf von Soissons, Dreux, Château-Chinon, Noyers, Baugé und Blandy-les-Tours, Ritter des Ordens vom Heiligen Geist, Großmeister von Frankreich, Gouverneur der Dauphiné und der Normandie sowie Vizekönig von Neufrankreich.
Er war ein Sohn Louis’ I. de Bourbon und dessen zweiter Frau Françoise d’Orléans-Longueville.
Charles heiratete am 17. Dezember 1601 Anne, Comtesse de Montafié et de Clermont-en-Beauvaisis, Dame de Lucé (* 1577, † 17. Juni 1644), mit der er folgende Kinder hatte:
- Louise (1603–1637), Mademoiselle de Soissons, heiratete 1617 Herzog Henri II. d’Orléans, Herzog von Longueville (Haus Orléans-Longueville)
- Louis (1604–1641), Comte de Soissons
- Marie Marguerite (1606–1692), Comtesse de Soissons, ⚭ Thomas von Savoyen-Carignan
- Charlotte Anne (1608–1623)
- Elisabeth (1610–1611)

Mit Anne Marie Bohier hinterließ er außerdem zwei außereheliche Töchter:
- Charlotte (1593–1626), Äbtissin von Maubuisson
- Catherine († 1610), Äbtissin von Perigne-au-Mans